# Roy Cromack
Roy Cromack (Doncaster, 18 de fevereiro de 1940) é um ex-ciclista britânico que competiu representando o Reino Unido na prova de contrarrelógio (100 km) nos Jogos Olímpicos de 1968, na Cidade do México.